# Блоховская волна

Сплошная линия — типичная блоховская волна в одном измерении. (Блоховская волна комплексна; это действительная часть.) Пунктирная линия — это e^{ik·r}. Светлые круги — это атомы.

Бло́ховская волна́ (волна́ Бло́ха) — названная в честь Феликса Блоха волновая функция частицы (обычно электрона), расположенной в периодическом потенциале. Состоит из произведения плоской волны на некоторую периодическую функцию (периодическая часть блоховской волновой функции) unk(r), имеющую ту же периодичность, что и потенциал.
{\displaystyle \psi _{n\mathbf {k} }(\mathbf {r} )=e^{i\mathbf {k} \cdot \mathbf {r} }u_{n\mathbf {k} }(\mathbf {r} ),}
где {\displaystyle u_{n\mathbf {k} }(\mathbf {r} )=u_{n\mathbf {k} }(\mathbf {r+n} )} — периодические функции, k — волновой вектор частицы.
Согласно теореме Блоха, в таком виде можно представить все собственные функции периодической системы. Соответствующие им собственные значения энергии En(k) = En(k + K) периодичны по векторам обратной решётки K. Поскольку уровни энергии, относящиеся к конкретному индексу n, изменяются непрерывно по волновым векторам k, говорят об энергетической зоне с индексом n. Так как собственные значения энергии при заданном n периодичны по k, то волновой вектор может быть задан лишь с точностью до векторов обратной решётки, все различные значения En(k) соответствуют векторам k из первой зоны Бриллюэна обратной решётки, и рассмотрению подлежат именно они.